# Olympio Adorno Vassão
Olympio Adorno Vassão foi um político e escritor brasileiro que foi o primeiro prefeito do município de Juquiá, estado de São Paulo. Foi ainda combatente na Revolução Constitucionalista de 1932.

## Trajetória política
Olympio Vassão foi, durante dois mandatos, prefeito do município de Juquiá, no estado de São Paulo. Iniciou a primeira gestão em 10 de abril de 1949, após a emancipação política da cidade, até 1952, quando foi sucedido por Francisco Haytzmann. Entre 1957 e 1960, voltou a ocupar o cargo, sendo novamente sucedido por Haytzmann. Além de prefeito de Juquiá, Vassão foi vereador em Miracatu.
Vassão foi ainda candidato a deputado estadual por São Paulo nas eleições de 1950, pelo Partido Trabalhista Brasileiro, quando obteve 1.828 votos.

## Vida pessoal
Em 1932, Olympio Vassão conheceu sua esposa Alice Giddings, enfermeira que colaborava na Revolução Constitucionalista, na qual ele foi combatente. O casal teve seis filhos - Selma, João, Lincoln, Franklin, Olympio Roberto e Percival - e 14 netos.

## Obras publicadas
Além da carreira política, Olympio publicou livros sobre temas religiosos:
- Caiacanga e Outras Histórias de Vale do Ribeira (1983)
- Corrida Atrás do Tempo (1980)